# Eszék ostroma (1849)
Eszék ostroma 1849. február 14-én az 1848–49-es forradalom és szabadságharc magyar részről legsúlyosabb veszteségekkel járó ostroma volt, melynek során az erőddel három zászlóaljnyi (kb. 4500 főnyi) gyalogságot és számos löveget vesztett. A vár elhelyezkedéséből adódóan nem játszott később sem komolyabb szerepet a szabadságharc hadműveleteiben, de kardcsapás nélküli feladása súlyosan érintette a magyar hadvezetést a téli hadjárat egyik legnehezebb szakaszában.

## A vár története
Eszék várát jól ismerheti bárki, aki a magyar történelemben járatos: az itteni fahidat égette fel Zrínyi a híres téli hadjárata során, 1664. február 2-án, hogy elvágja vagy megnehezítse a törökök szállítását és átkelését a Dráván át. Eszék ősrégi átkelőhely a Dráván, és stratégiai szerepe is ebből adódott a történelem során, már a rómaiaknak is volt itt városuk.
1687-ben foglalták vissza a töröktől, és az újjáépítését 1712–1719 között végezték, valódi erőd lett belőle. A 19. századra fokozatosan elvesztette azt a jelentőségét, hogy a török támadásoktól védelmezze a Dél-Dunántúlt.

## Az erőd állapota, védői és hűsége 1848-ban

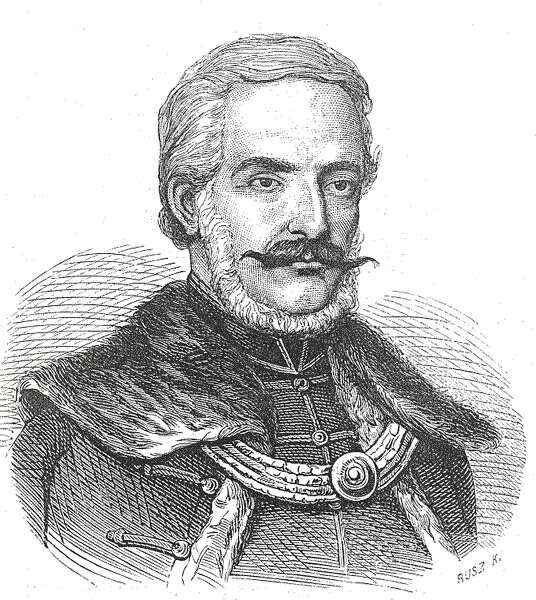
Csány László kormánybiztos Rusz Károly metszetén

Az erőd 1848-ban várépítészetileg a 18. század elejének színvonalát képviselte, ami – kombinálva előnyös fekvésével – nehéz ostromot ígért a támadóknak. 1848 májusában a horvátok szerették volna megkaparintani a kulcsfontosságú várat, azonban Jellasics horvát bán fenyegető lépéseit Csány László kormánybiztos erélyes fellépése egyenlítette ki, valamint a délvidéki várak harckészültségbe helyezése. 1848 nyarától Jovich István, szerb származású, 74 éves császári és királyi tiszt lett a vár kapitánya, aki furcsán viszonyult a magyar szabadságharc ügyéhez, pedig az eszéki várra rendkívül fontos szerep hárult a drávai védvonalban. A horvát csapatok 1848. augusztus 30-án megszállták Verőcét, és ezzel Eszék is fenyegetett helyzetbe került. A tisztikar augusztus 31-én olyan nyilatkozatot adott ki, melyben a várat semlegesnek nyilvánítja, és mind a magyar, mind a horvát támadástól meg fogja védeni.

### Ingadozás a magyar és horvát fél között
Az események azonban gyorsan zajlottak. Szeptember végén Jellasics vereséget szenvedett a pákozdi csatában, a Roth vezette hadműveleti jobbszárnyát bekerítették és teljesen megsemmisítették Ozoránál, Horvátország katonailag gyakorlatilag kiürült, így a politikai nyomás ebből az irányból megszűnt. Ellenben a magyar fél elérkezettnek látta az időt az eddigi kedvezőtlen folyamatok megfordítására, és – többek között az október 3-i manifesztum hatására – felszólította a várakat a nyílt színvallásra. Jellasics is felszólította az őrséget a hozzá, illetve a császárhoz való hűségre, azonban az ő politikai ereje kisebb volt. Jovich nem kapott egyértelmű válaszokat az állásfoglalásáról feltett kérdéseire, viszont azt tudhatta, hogy a felettese, Pétervárad parancsnoka október 15-én kitűzte a magyar lobogót. Ennek hatására Eszéken is három napra rá kitűzték a nemzeti trikolór zászlót. A lojalitás körül azonban már itt adódtak gondok, mert a városházán horvát, a vártemplomon császári lobogó lengett…

### A vár katonai és politikai biztosítása

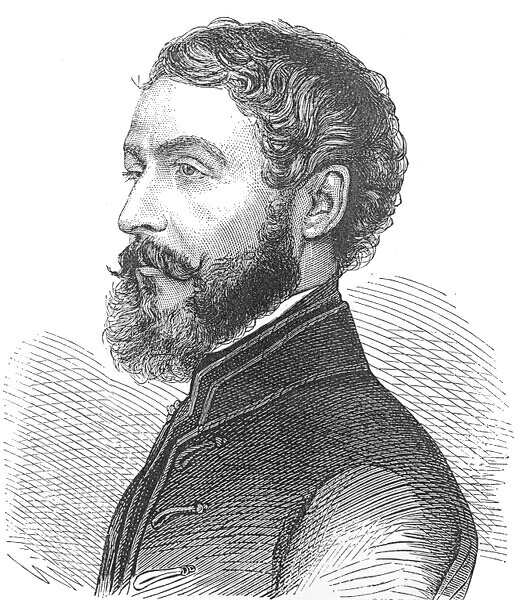
Batthyány Kázmér kormánybiztos

1848. október 22-én Batthyány Kázmér teljhatalmú kormánybiztos 1217 főnyi serege élén öt ágyúval bevonult az eszéki várba, és ezzel a vár tényleges magyar vezénylet alá került. A várparancsnok saját kérésére nyugalomba vonult, a magyar szempontból megbízhatatlan tiszteket pedig eltávolították a várból (legalábbis elvben). Utóda Friedrich Eder vezérőrnagy lett. Ezek után Eszék a hadvezetés fontossági listáján igencsak hátra került. Novemberben már 4500 fő volt a vár őrsége száznál több löveggel, és sikerült pár helyi jelentőségű győzelmet aratniuk a horvát csapatok fölött.
Az erőd maga tekintélyes fegyverkészletekkel rendelkezett, amelyből Perczel seregét is ellátták, sőt, Budára is küldtek belőle. 6000 katona és 300 ágyú befogadására tervezték, de mint annyi más erődben, itt is ennek csak a törtrésze állt rendelkezésre.
A harci szellem erősítésére december végén a kiváló szervezőt és elszánt katonát, Földváry Lajost nevezték ki a várőrség dandárparancsnokául. A pesti haditanács 1849. január 2-án rendelkezett a várak védelméről (Komárom, Pétervárad, Lipótvár), így Eszék várának védelméről is. A magyar vezetés Nemegyei Bódog őrnagyot bízta meg a dél-dunántúli felkelők vezetésével, és Eszék védőinek támogatásával. Csapata három gyakorlatlan zászlóaljból és hat kis űrméretű lövegből állt, amivel nem volt esélye harcba szállni a császári csapatokkal. Nemegyei megpróbálta katonáit a várőrség erősítésére használni, de erről a várparancsnok lebeszélte, azzal, hogy ott csak 4000 főnek van élelmiszer, és nem tudja őket hol elszállásolni. Nemegyei február 3-án kiürítette a Dunántúlt.

## Ostrom és fegyverletétel
A cs. kir. csapatok január 30–31-én rajtaütéssel elfoglalták Eszék elővárosait. A védők nem kaptak segítséget a várból, mert azt Eder megtiltotta. A város visszafoglalására tett kísérlet kudarcot vallott, csakúgy, mint a várőrség kétnapi ágyúzása az elővárosokra. A várőrség egészségtelen körülmények között volt elszállásolva, ezért betegeik száma elérte a 700 főt.

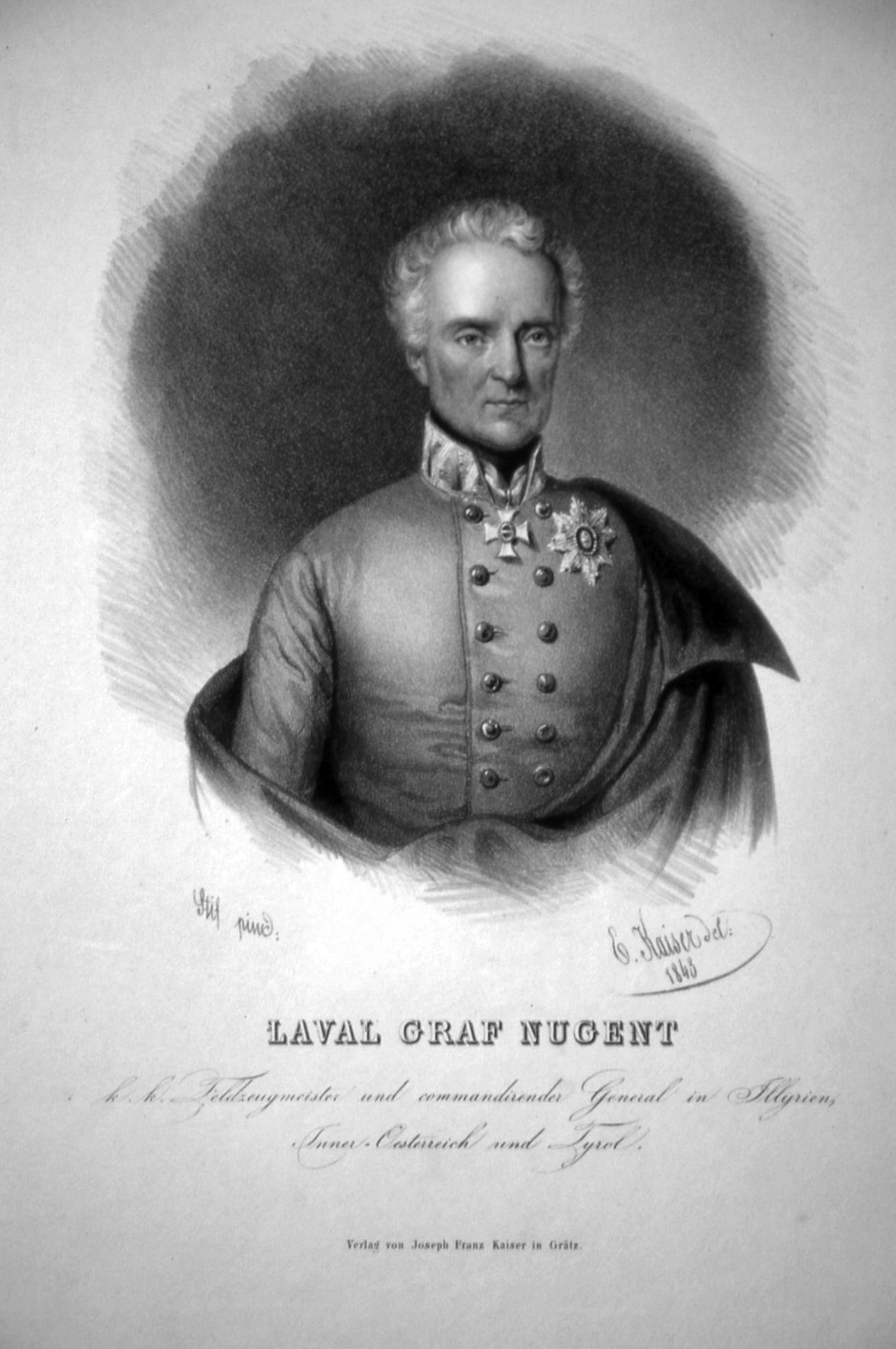
Laval Nugent tábornagy

1849. február 4-én a haditanács távozásra bírta Batthyányt, hogy tekintélyével szerezzen felmentő sereget a várnak. Valójában ez már annak volt az előszele, hogy a tisztikar cs. kir. kézre akarja játszani az erődöt, hiszen amíg a kormánybiztos ott tartózkodik, addig ezt nem tehették meg.
Másnap, 1849. február 5-én a vár alá érkezett Nugent tábornagy hadteste, és felszólította a védőket a megadásra, valamint elkezdte az előkészületeket az ostromra. A védők morálja legenyhébb kifejezéssel is ingatag volt: február 11-én, alig hat nappal a megadásra való felszólítás után, egyetlen ágyúlövés eldördülése nélkül, Eder javaslatára elkezdődtek a tárgyalások a vár átadásáról. (Összehasonlításul: Déva várának védői 160-an három löveggel 2000 fő és hat löveg ellenében 4 hétig tartották magukat, noha a szó szoros értelmében harmincszor kevesebb erővel rendelkeztek az eszékieknél!) A tisztikar bomlásnak indult: néhányan nem tértek vissza a tárgyalásokról, a tüzérparancsnok egy nagyobb összeggel szökött meg. A haditanácsban heves vita folyt a vár átadásáról, de Eder szava döntött, és február 13-án aláírták az átadási okmányt, majd másnap, február 14-én át is adták a várat Nugentnek. A 4500 főnyi védősereg szabad elvonulás helyett fegyvertelenül térhetett haza azzal a megkötéssel, hogy többé nem foghat fegyvert a császári csapatok ellen.

## Összegzés
Ezt követően Eszék stabilan a császári csapatok kezén maradt, és nem játszott jelentősebb szerepet a szabadságharc további alakulásában. Noha stratégiai szempontból a jelentősége elmaradt a jelentősebb várostromoktól, a vár feladása mégis jelentős kudarc. A hadi helyzet két hónapon belül gyökeresen megváltozott, és a védők részéről nem is kellett volna túlzottan nagy erőfeszítéseket tenni, hiszen a létszámhátrányuk nem volt súlyos. A térségben a későbbiekben sem történt jelentősebb hadmozdulat, de a Dél-Dunántúlt állandóan fenyegették a császáriak. Ha az eszéki vár magyar kézen marad, lehetőség nyílt volna egy újabb országrész erőforrásainak biztosítására a tavaszi hadjárat után. Az erőd feladásával elveszett a hadszertár készletein túl rengeteg löveg és három gyalogzászlóalj. Összegezve: korlátozott stratégiai előnyöket és hátrányokat jelenthetett volna Eszék megtartása, de a vár feladása komoly taktikai vereség volt. Egyetlen olyan erőd volt az 1848-1849-es szabadságharc során, amelyet nem katonai, hanem lojalitási problémák miatt vesztett el az egyik küzdő fél.